# José Hidalgo Martín
José Hidalgo Martín (Villanueva de la Serena, Badajoz, 30 de noviembre de 1964) es Presidente de la Federación Española de Triatlón y Presidente de la Asociación del Deporte Español.

## Biografía
José Hidalgo Martín es el presidente de la Federación Española de Triatlón, desde la que ha trabajado para la mejora e impulso de este deporte desde hace más de dos décadas, desde 2015 es también el presidente de la Asociación del Deporte Español (asociación que engloba a la mayor parte de las Federaciones Deportivas Españolas), Presidente de la Federación Iberoamericana de Triatlón, miembro de la World Triathlon y miembro del Comité Ejecutivo del Comité Olímpico Español.
Técnico especialista en actividades físicas y animación deportiva, entrenador nacional de Triatlón y entrenador superior de Atletismo, ha sido también Director de Deportes del Ayuntamiento de Villanueva de la Serena (Badajoz, Extremadura) y director general de la Fundación Jóvenes y Deporte de la Junta de Extremadura.
Participa en diferentes comisiones, como el consejo asesor del deporte español (CADE), la comisión de deporte inclusivo de la Fundación Sanitas y en el comité de expertos de la Asociación de Marketing de España (MKT).
Le han sido otorgadas por el Consejo Superior de Deportes. la medalla de plata de la Real Orden del Mérito Deportivo en 2008 y la medalla de oro en 2011. Y la Orden Olímpica en 2013.
Durante la pandemia del COVID19, Hidalgo representó al sector del deporte español en la Comisión de Reconstrucción Social y Económica.

## Distinciones
- Medalla de oro de la Real Orden del Mérito Deportivo (Consejo Superior de Deportes, 2011)
- Medalla de plata de la Real Orden del Mérito Deportivo (Consejo Superior de Deportes, 2008)
- Orden Olimpia (Comité Olimpico Español 2013)